# تينا أوسبورن
تينا أوسبورن (بالإنجليزية: Tina Osborne)‏ هي لاعبة دارت نيوزيلندية، ولدت في 4 مايو 1979 في أشبورتون ‏ في نيوزيلندا.

## وصلات خارجية
- تينا أوسبورن على موقع DartsDatabase.co.uk (الإنجليزية)